# Min (cognome)
Min (민?, 悶, 敏, 旻, 民, 珉, 閔?) è un cognome di lingua coreana.

## Possibili trascrizioni
Mihn, Minn.

## Origine e diffusione
Il cognome coreano Min è scritto con un solo hanja (閔). Il censimento del 2000 ha rilevato 142.752 persone in 43.887 famiglie portanti questo cognome (circa lo 0,35% della popolazione sudcoreana dell'epoca), rendendolo il 47esimo cognome più comune tra i 286 cognomi elencati nel censimento. Ciò ha rappresentato una crescita del 3,8% rispetto ai 137.317 del censimento del 1985, un aumento di gran lunga inferiore alla crescita del 15% della popolazione complessiva della Corea del Sud nello stesso periodo.
Il clan principale è il clan Yeoheung Min, il cui bon-gwan è l'attuale Yeoju, provincia del Gyeonggi. Yeoju è stato tradizionalmente chiamato Yeoheung (durante la dinastia Joseon) e Hwangryeo (dinastia Goryeo), e di conseguenza la famiglia Min è stata chiamata Hwangryeo Min o altre variazioni durante diversi periodi della storia.
Il clan Yeoheung Min è suddiviso in 46 sottoclan ("Pa"). Oltre agli Yeoheung Min, il censimento coreano elenca le famiglie che utilizzano la sillaba Min nei loro cognomi, inclusi Gyeongju Min e Yeongju Min. Questi clan non sono elencati nell'albero genealogico ufficiale (Jokbo) del clan Yeoheung Min e le loro origini non sono verificate.
Si tratta del 40º cognome per diffusione in Corea secondo i dati del Korean National Statistics Office del 2015. Nel Paese è portato da circa 171799 persone.

## Persone
- Regina Wongyeong (1365–1420), regina consorte del re Taejong
- Regina Inhyeon (1667–1701), regina consorte del re Sukjong di Joseon
- Stephen Min Kuk-ka (1787–1840), santo cattolico romano coreano
- Imperatrice Myeongseong (1851–1895), regina consorte del re Gojong di Joseon
- Min Young-hwan (1861–1905), funzionario dell'Impero coreano
- Imperatrice Sunmyeong (1872–1907), principessa consorte dell'imperatore Sunjong di Corea
- Min Yeong-chan (1873–1948), funzionario dell'Impero coreano
- Min Won-sik (1886-1921), giornalista coreano del periodo coloniale giapponese
- Aleksandr Min (1915–1944), primo coreano a ricevere il titolo di Eroe dell'Unione Sovietica
- Min Byung-dae (1918–1983), difensore di calcio sudcoreano
- Min Hyun-sik (nato nel 1946), architetto sudcoreano
- Min Young-sam (nato nel 1954), tiratore sportivo sudcoreano
- Min Byung-doo (nato nel 1958), politico sudcoreano
- Min Gyeong-seung (nato nel 1962), schermidore sudcoreano
- Min Hae-kyung (nata nel 1962), cantante sudcoreana
- Min Joon-ki (nato nel 1968), regista sudcoreano
- Min Hae-kyung (nata nel 1962), cantante sudcoreana
- Min Se-hun (nato nel 1963), lanciatore di dischi maschio sudcoreano
- Janice Min (nata nel 1969), scrittrice statunitense di origine coreana
- Min Hye-sook (nata nel 1970), giocatrice di pallamano della squadra femminile sudcoreana
- Min Kyu-dong (nato nel 1970), regista sudcoreano
- Min Kyung-gab (nato nel 1970), lottatore sudcoreano
- Min Byeong-sun (nato nel 1974), vogatore sudcoreano
- Klara Min (nata nel 1976), pianista sudcoreana
- Min Young-ki (nato nel 1976), difensore di calcio sudcoreano
- Min Hee-jin (nata nel 1979), direttrice creativa sudcoreana
- Min Ryoung (nato nel 1982), pattinatore di velocità di short track sudcoreano
- Min Kyung-hoon (nato nel 1984), cantante sudcoreano
- Min Ji-hyun (nata nel 1984), attrice sudcoreana
- Min Young-won (nata Jo Hyo-kyung, 1984), attrice sudcoreana
- Min Jin-woong (nato nel 1986), attore sudcoreano
- Zizo (nato Min Ju-hong, 1986), rapper sudcoreano
- Min Hyo-rin (nata Jung Eun-ran, 1986), attrice sudcoreana
- Jenna Ushkowitz (nata Min Ji, 1986), attrice coreano-americana
- Min Byung-hun (nato nel 1987), esterno di baseball maschio sudcoreano
- Min Sun-ye (nata nel 1989), cantante sudcoreana, ex membro delle Wonder Girls
- Min Na-on (nata nel 1988), giocatrice di golf sudcoreana
- Min Ok-ju (nata nel 1990), giocatrice di pallavolo nordcoreana
- Justin H. Min (nato nel 1990), attore statunitense
- Min Sang-gi (nato nel 1991), centrocampista di calcio sudcoreano
- Suga (nato Min Yoon-gi, 1993), rapper sudcoreano, membro dei BTS
- Min Do-hee (nata nel 1994), attrice sudcoreana
- Grace Min (nata nel 1994), tennista americana di origine coreana
- Yura Min (nata nel 1995), ballerina di ghiaccio sudcoreana
- Min Kyeong-ho (nato nel 1996), ciclista su pista sudcoreano
- Anna Min, fotografa statunitense di origine coreana
- Min Jonng-gi, politico sudcoreano
- Pyong Gap Min, sociologo statunitense